# Галерија грбова Уругваја
Галерија грбова Уругваја обухвата актуелни Грб Уругваја, историјске грбове Уругваја и грбове уругвајских департмана.

## Актуелни Грб Уругваја
- Грб Уругваја

## Историјски грбови Уругваја
- Грб Провинције Оријентал 1813-1817
- Грб Провинције Оријентал 1817-1829

## Грбови уругвајских департмана
- Грб Артигаса
- Грб Канелонеса
- Грб Серо Ларга
- Грб Колоније
- Грб Дуразна
- Грб Флореса
- Грб Флориде
- Грб Лаваљехе
- Грб Малдонада
- Грб Монтевидеа
- Грб Пајсандуа
- Грб  Рија Негра
- Грб Ривере
- Грб Роче
- Грб Салта
- Грб Сан Хосеа
- Грб Соријана
- Грб Такуаремба
- Грб Треинта и трес